# Sedum edwardsii
Sedum edwardsii är en fetbladsväxtart som först beskrevs av Robert Theodore Clausen, och fick sitt nu gällande namn av Billie Lee Turner. Sedum edwardsii ingår i Fetknoppssläktet som ingår i familjen fetbladsväxter. Inga underarter finns listade i Catalogue of Life.